# Derde Dierenbos
Het Derde Dierenbos is een bos dat in de Nederlandse televisieserie De Fabeltjeskrant werd gebruikt.
Hiermee wordt feitelijk de derde wereld bedoeld. De term werd voor het eerst gebruikt in 1985 toen De Fabeltjeskrant werd gesponsord door de Novib. Zaza Zebra is degene die afkomstig is uit het Derde Dierenbos.
Andere termen zoals Verre Bos, Buitenbos en Buitenste Buitenbos worden ook gebruikt, maar hier worden zeer waarschijnlijk de meer tropische en exotische bossen mee bedoeld in plaats van de armere gebieden waar de term Derde Dierenbos voor staat. Het zijn dan ook deze bossen waar Chico Lama en Mister Maraboe vandaan komen.